# Антон I фон Изенбург-Бюдинген-Ронебург
Антон I фон Изенбург-Бюдинген-Ронебург-Келстербах (на немски: Anton I von Isenburg-Büdingen-Ronneburg-Kelsterbach) е граф на Изенбург-Бюдинген-Ронебург в Келстербах (1518 – 1560).

## Биография
Роден е на 2 август 1501 година в Бюдинген. Той е син на граф Филип фон Изенбург-Бюдинген-Ронебург в Келстербах (1467 – 1526) и съпругата му графиня Ринек (1478 – 1543), дъщеря на граф Филип II фон Ринек († 1497) и втората му съпруга Анна фон Вертхайм († 1497). Внук е на граф Лудвиг II фон Изенбург, господар на Бюдинген († 1511), и съпругата му графиня Мария фон Насау-Висбаден-Идщайн (1438 – 1480), дъщеря на граф Йохан II фон Насау-Висбаден-Идщайн и графиня Мария фон Насау-Диленбург. Сестрите му са Анна (* ок. 1500), омъжена за Йохан VII, вилд-и райнграф фон Салм-Кирбург, и Елизабет (1508 – 1572), омъжена 1528 г. за граф Гюнтер XL фон Шварцбург.
Още през 1518 г. Антон участва в управлението с баща си. През Шмалкалденската война (1546 – 1547) той е на страната на император Карл V. По време на Реформацията той секулира манастирите „Зелболд“ и „Меерхолц“.
Умира на 25 октомври 1560 година в Бюдинген на 59-годишна възраст.

## Фамилия
Първи брак: през 1522 г. във Вид за графиня Елизабет фон Вид (* 1508; † 24 юли 1542), дъщеря на граф Йохан III фон Вид (ок. 1485 – 1533) и съпругата му графиня Елизабет фон Насау-Диленбург (1488 – 1559). Елизабет умира няколко дена след последното си раждане. Те имат 16 деца:
- Мария (1525 – 1558)
- Вилхелм (1527)
- Елизабет (1529)
- Георг (1528 – 1577), граф на Изенбург-Ронебург (1566 – 1577), женен 1552 г. за графиня Барбара фон Вертхайм (1531 – 1600), дъщеря на граф Георг II фон Вертхайм
- Магарета
- Катарина (1532 – 1574), омъжена на 24 април 1562 г. в Бюдинген за Николаус III фон Залм († 1580), син на граф Николаус II фон Салм
- Волфганг (1533 – 1597), граф на Изенбург-Бюдинген-Ронебург в Келстербах, женен I. на 26 октомври 1563 г. (развод 1573) за графиня Йохана (Йоханета) фон Ханау-Лихтенберг (1543 – 1599), II. на 16 декември 1577 г. за графиня Урсула фон Золмс-Браунфелс (1535 – 1585); III. на 19 септември 1585 г. за графиня Урсула фон Глайхен-Рембда († 1625)
- Валпургис (1534)
- Бернхард (1535)
- Анна (1536 – 1565), омъжена 1562 г. за Йохан Андреас фон Волфщайн, фрайхер фон Зулцбюрг (1541 – 1582)
- Хайнрих (1537 – 1601), граф на Изенбург-Ронебург (1566 – 1597) и след това на цялото графство, женен I. 1569 г. за Мария фон Раполщайн (1551 – 1571), II. 1572 г. за Елизабет фон Глайхен-Тона (1554 – 1616), дъщеря на граф Георг фон Глайхен-Тона
- Фридрих (*/† 1538)
- Сибила (1540 – 1608), омъжена 1562 г. за бургграф Зигмунд II фон Кирхберг († 1570)
- Амалия (1541)
- Катарина (1542)
- Елизабет (* 19 юли 1542; † 1551)

Втори брак: на 16 февруари 1554 г. за Катарина Гумпел (* ок. 1530, Гелнхаар; † 18 септември 1559). Те имат децата:
- Ханс Ото († 15 октомври 1635), господар на Изенбург, женен за Маргарета Доротея фон Щорндорф
- Мария († 1635), омъжена за Вилхелм Хюне († пр. 1635)
- две дъщери